# Josefina Molina
Pour les articles homonymes, voir Molina.
Josefina Molina Reig, née à Cordoue le 14 novembre 1936, est une réalisatrice et scénariste de télévision; et romancière. 
Pionnière du cinéma espagnol, elle réalise les longs métrages Función de noche (es) en 1981 et Le Marquis d'Esquilache en 1988.

## Filmographie

### Réalisatrice de cinéma
- 1966 : La otra soledad (court métrage)
- 1967 : Aquel humo gris (court métrage)
- 1969 : Melodrama infernal (court métrage)
- 1971 : Casa de muñecas II
- 1972 : La rama seca (court métrage)
- 1974 : Vera, un cuento cruel (es)
- 1976 : Doña Luz
- 1980 : Cuentos eróticos (segment La tilita)
- 1981 : Función de noche (es)
- 1984 : Lope de Vega
- 1984 : Hija de la Iglesia
- 1984 : Vida
- 1984 : Visita de descalzas
- 1984 : Fundaciones
- 1986 : La mujer sola
- 1989 : Le Marquis d'Esquilache (Esquilache)
- 1991 : Lo más natural
- 1993 : La Lola se va a los puertos (es)

### Réalisatrice de télévision
- 1968 : Pequeño estudio (série télévisée)
- 1971 : Teatro de siempre (série télévisée) (1 épisode)
- 1971 : Hora once (série télévisée) (4 épisodes) : El cochero, La prudente venganza, Eleonora y La Marquesa de O
- 1974 : Cuentos y leyendas (série télévisée) (1 épisode): La promesa
- 1974 : Los pintores del Prado (série télévisée) (1 épisode) : Durero: La búsqueda de la identidad
- 1974 : Un globo, dos globos, tres globos (TV) (1 épisode)
- 1974-1978 : Novela (série télévisée) (6 épisodes)
- 1975 : Hedda Gabler, pour Estudio 1 (TV)
- 1975 : Escritores de hoy (série télévisée) (1 épisode) : La asegurada
- 1976 : Los libros (série télévisée) (1 épisode)
- 1976 : Anna Christie, pour Estudio 1
- 1979 : Escrito en América (série télévisée)
- 1984 : Paisaje con figuras (série télévisée) (1 épisode)
- 1984 : Teresa de Jesús (série télévisée) (8 épisodes)
- 1984 : El castillo interior (série télévisée) (8 épisodes)
- 1986 : La voz humana (série télévisée) (1 épisode)
- 1995 : Función de noche (série télévisée) (1 épisode)
- 1995 : Las trampas del azar (Deux épisodes d'une chronique)
- 1998 : Entre naranjos (minisérie télévisée) (3 épisodes)